# Crassier
Crassier es una comuna suiza del cantón de Vaud, situada en el distrito de Nyon. Limita al norte con las comunas de La Rippe y Chéserex, al este con Borex, Arnex-sur-Nyon y Crans-près-Céligny, al sur con Céligny (GE) y Bogis-Bossey, y al oeste con Divonne-les-Bains (FR-01).
La comuna hizo parte hasta el 31 de diciembre de 2007 del círculo de Gingis.